# إنتاج السلاح المحلي الفلسطيني
حتى قبل اندلاع انتفاضة الأقصى، قامت مجموعات فلسطينية مسلحة مختلفة (المقاومة الفلسطينية) بتصنيع أسلحة محلية الصّنع لشن هجمات على إسرائيل .[بحاجة لمصدر] كان يرتكز مُعظم الجهد في إنتاج صواريخ مدفعية غير موجهة، على الرغم من أن حماس قامت بتصنيع نسخها الخاصة من الصواريخ المضادة للدبابات والقذائف الصاروخية (آر بي جي). على الرغم من تهريبها عادة عبر الحدود المصرية إلى قطاع غزة وبدرجة أقل من الحدود الأردنية إلى الضفة الغربية، يُعتقد أن العديد من الأسلحة الصغيرة يتم إنتاجها في الأراضي الفلسطينية.
في 14 أغسطس 2008 عرضت لجان المقاومة الشعبية صاروخ ناصر 4، وهو نسخة مطورة من صاروخ ناصر 3 الحالي.

## المعدات المعروفة
البنادق

### الطائرات
- أبابيل 1
- الزواري (مسيرة)

### الصواريخ
قاذفة صواريخ متعددة
- القدس 3 (حماس وحركة الجهاد الإسلامي الفلسطينية)

صواريخ مدفعية قصيرة المدى
- صواريخ القسام من نوع 1 و2 و3 و4 (حماس)[2][3][4]
- القدس نوع 101 و2 (حركة الجهاد الإسلامي الفلسطينية)[3]
- النصر-3 (لجان المقاومة الشعبية)[5]
- النصر -4 (لجان المقاومة الشعبية).
- ساريا-2 (تنظيم)
- الكفاح (فتح)[5]
- جنين 1 (فتح)
- عرفات نوع 1 و2 (كتائب شهداء الأقصى)
- الأقصى -3 (كتائب شهداء الأقصى)
- الصمود (الجبهة الشعبية لتحرير فلسطين)[5]

الصواريخ المضادة للدبابات
- ياسين آر بي جي (حماس)[6]
- قاذفة قنابل البنا (طوّرتها فصائل أخرى)
- صاروخ البتار آر بي جي (طوّرتهُ فصائل أخرى)[5][7]

### مدافع الهاون
- مدفع هاون سارية 1240 ملم (فتح والجبهة الشعبية لتحرير فلسطين)

### الأسلحة الصغيرة
- كارلو (مدفع رشاش)[8]